# Christa Schroeder
Christa Schroeder (nascida Emilie Christine Schroeder; 19 de março de 1908 – 18 de junho de 1984) foi uma das secretárias pessoais do ditador nazista Adolf Hitler antes e durante a Segunda Guerra Mundial.